# Siège de Coni (1691)
Ne doit pas être confondu avec Bataille de Coni (1744).
Guerre de la Ligue d'Augsbourg
Batailles
- Philippsbourg (1688)
- Sac du Palatinat (1689)
- Baie de Bantry (1689)
- Mayence (1689)
- Walcourt (1689)
- Fleurus (1690)
- Cap Béveziers (1690)
- La Boyne (1690)
- Limerick (1690)
- Staffarda (1690)
- Québec (1690)
- Coni (1691)
- Mons (1691)
- Leuze (1691)
- Aughrim (1691)
- La Hougue (1692)
- Namur (1692)
- Steinkerque (1692)
- Lagos (1693)
- Neerwinden (1693)
- La Marsaille (1693)
- Charleroi (1693)
- Saint-Malo (1693)
- Rivière Ter (1694)
- Camaret (1694)
- Texel (1694)
- Dieppe (1694)
- Bruxelles (1695)
- Namur (1695)
- Dogger Bank (1696)
- Carthagène (1697)
- Barcelone (1697)
- Baie d'Hudson (1697)

Le siège de Coni a lieu entre le 11 et le 28 juin 1691 pendant la guerre de Neuf Ans en Savoie-Piémont, en Italie du nord. Il s'inscrit dans la campagne de Louis XIV contre le duc Victor-Amédée II de Savoie, qui a rallié la Grande Alliance l'année précédente. Tôt dans la campagne, le futur maréchal de France Nicolas de Catinat s'empare du comté de Nice et, de là, s'avance dans la plaine du Piémont. Les forces françaises y subissent cependant une importante défaite lors du siège de Coni et perdent entre 700 et 800 hommes.
Durant le mois de décembre, les forces françaises prennent Montmélian, dernier point d'appui du duc de Savoie dans les alpes occidentales, mais les forces de Catinat réduites et mal ravitaillées ne sont pas en mesure d'hiverner à l'est des Alpes. Le décès en juillet du ministre de la guerre de Louis XIV, Louvois, conjugué à la situation difficile de l'armée de Catinat, convainc le roi de France de proposer un traité de paix avantageux au duc Victor-Amédée. Mais celui-ci a entretemps reçu des renforts importants du Saint-Empire romain germanique et s'estime suffisamment fort pour négliger l'offre de paix.

## Le contexte
Afin de se libérer de son allégeance à la France, le duc Victor-Amédée II prend parti en faveur de la ligue d'Augsbourg en juin 1690. Il est cependant défait par le maréchal Catinat à la bataille de Staffarda le 18 août. Au départ de place française de Pignerol, le maréchal Catinat conquiert par la suite quelques autres villes de la région ; cependant, à cause de problèmes de communication et d'une logistique déficiente (qui conduit à un manque de troupes et de ravitaillement), les Français sont contraints de se retirer de la plaine du Piémont à la fin de l'année 1690 pour prendre leurs quartiers d'hiver à l'ouest des Alpes.
Les Français repartent en campagne tôt dans l'année 1691. En mars, Catinat franchit la frontière du comté de Nice et attaque les villes côtières du sud, Nice et Villefranche-sur-Mer. Il était impératif de prendre les deux places étant donné le tremplin potentiel qu'elles constituaient pour des opérations militaires terrestres et amphibies alliées dirigées contre la Provence ; inversement, leur contrôle faciliterait des opérations françaises au sud du Piémont. Villefranche se rend immédiatement à Catinat le 20 mars et Nice tombe rapidement, à l'exception de la citadelle qui reste aux mains d'un détachement sous les ordres du général Vins jusqu'au 1er avril. Une centaine d'hommes tombent devant Nice et le comté de Nice tout entier revient à Louis XIV. De toutes les villes du duché de Savoie à l'ouest des Alpes, seule Montmélian reste aux mains du duc de Savoie.

## Siège
Au Piémont, le marquis de Feuquières part de Pignerol le 18 avril et marche vers le sud-ouest pour attaquer à Luserna les vaudois et les huguenots français réfugiés. Ayant rencontré une faible résistance, Feuquières, qui avait subi l'année précédente un échec à Luserna, met à sac la ville et massacre un grand nombre de ses habitants. Catinat, pendant ce temps, ravage ce qui se trouve entre Turin et Suse. Catinat s’empare d’Avigliana le 29 mai, avant d'envoyer un grand corps d’armée, sous les ordres de Feuquières et de Bulonde, prendre Coni sur la Stura dans le Piémont du sud.
La capture de Coni aurait permis aux Français de passer l’hiver 1691-92 à l'est des Alpes, mais l'incompétence des deux commandants fait de l'expédition un désastre complet. Apprenant l'arrivée de la cavalerie alliée, sous les ordres du prince Eugène de Savoie, Bulonde s’affole et lève le siège. Outre la perte de 700 à 800 hommes, l'armée française laisse sur place son matériel, ses blessés et ses gros canons, fuyant en débandade en essayant de rejoindre le gros des troupes de Catinat près de Turin. La garnison de Coni avait tenu bon et était toujours intacte à l’arrivée d’Eugène. Après avoir renforcé les défenses de la ville, Eugène retourne à Turin.

## Conséquences
En juillet, Feuquières obtient des renforts et de l'argent de l'autre principale forteresse française de Casale Monferrato. Néanmoins, les forces françaises continuent d'être handicapées par un manque d'hommes et d'approvisionnement. Le 9 juin, Catinat prend Carmagnole, mais en août 13 000 soldats du Saint-Empire romain germanique – qui avaient combattu récemment contre les Ottomans – arrivent en renfort, portant les troupes de Victor-Amédée (sur le papier) à 45 000 hommes. Le 26 septembre, les alliés traversent le Pô afin de reprendre Carmagnole ; la ville capitule le 8 octobre par manque de troupes.
Pendant ce temps, le marquis de La Hoguette, à la tête des forces françaises dans le duché de Savoie, fait un raid dans la vallée d'Aoste en préparation du siège de Montmélian. La vallée est une des deux routes principales de Savoie qui peut servir à Victor-Amédée pour envoyer de l'aide à partir du Piémont (la prise de Suse en novembre 1690 bloque l'autre route). Hoguette atteint Bard avant de retourner en Savoie, détruisant derrière lui tous les ponts et les points de passage. En raison d'un manque d'artillerie de siège, Montmélian ne peut être prise avant le mois de novembre ; mais dès qu'il fut clair qu'aucun renfort ne viendrait du Piémont, le gouverneur de la ville capitule le 22 décembre.
Malgré la faible avancée des Français dans le Piémont, Catinat contrôle dorénavant quasiment l'intégralité du comté de Nice et du duché de Savoie. Lors des pourparlers de paix qui ont lieu au milieu de l'été 1691, Louis XIV insiste pour conserver les terres conquises dans le comté de Nice, ainsi que plusieurs villes piémontaises situées sur la route de Casale et Montmélian ; les 2 400 hommes de l'armée de Victor-Amédée ainsi que trois régiments de dragons vont renforcer les forces françaises contre la Grande Alliance sur d'autres fronts. Le 16 juillet, le ministre de la guerre Louvois meurt. Douze jours plus tard, Louis XIV nomme Pomponne, un modéré, au Conseil d'en haut comme ministre d'État. Face à un ennemi supérieur, et incapable de soutenir ses forces dans le Piémont, Louis XIV propose un accord de paix en décembre, mais les clauses du traité sont bien différentes des demandes originelles faites au début de la guerre d'Italie en mai 1690 : la France propose d'indemniser la Savoie pour le coût de la guerre et les territoires conquis par la France devront être administrées par une tierce personne ; la forteresse de Casale devra être rasée, et, dans l'éventualité de la mort de Charles II, le roi d'Espagne, Louis XIV viendra en aide à Victor-Amédée pour la conquête de Milan. Cependant, Victor-Amédée n'est pas préparé à négocier, notamment parce qu'il anticipe une future supériorité militaire au cours de la prochaine campagne. L'offre de paix est rejetée, et les hostilités reprennent l'année suivante.